# Kanton La Grand-Combe
Kanton La Grand-Combe is een kanton van het Franse departement Gard. Het kanton maakt deel uit van de arrondissementen Alès (24) en Le Vigan (4).

## Gemeenten
Het kanton La Grand-Combe omvatte tot 2014 de volgende gemeenten:
- Branoux-les-Taillades
- La Grand-Combe (hoofdplaats)
- Lamelouze
- Laval-Pradel
- Les Salles-du-Gardon
- Sainte-Cécile-d'Andorge

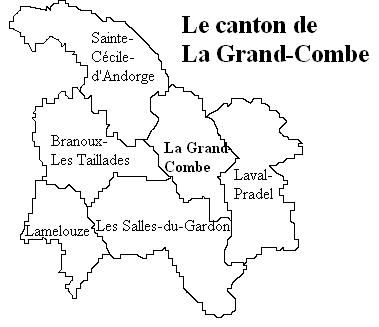
Ligging van gemeenten in het kanton tot 2014

Bij de herindeling van de kantons, door toepassing van het decreet van 24 februari 2014, met uitwerking op 22 maart 2015, werden daar volgende gemeenten aan toegevoegd :
- Aujac
- Bonnevaux
- Cendras
- Chambon
- Chamborigaud
- Concoules
- Corbès
- Génolhac
- Malons-et-Elze
- Mialet
- Ponteils-et-Brésis
- Portes
- Saint-Bonnet-de-Salendrinque
- Saint-Jean-du-Gard
- Saint-Paul-la-Coste
- Saint-Sébastien-d'Aigrefeuille
- Sainte-Croix-de-Caderle
- Sénéchas
- Soustelle
- Thoiras
- Vabres
- La Vernarède